# Conte Haig
Conte Haig è un titolo nobiliare inglese nella Parìa del Regno Unito.

## Storia

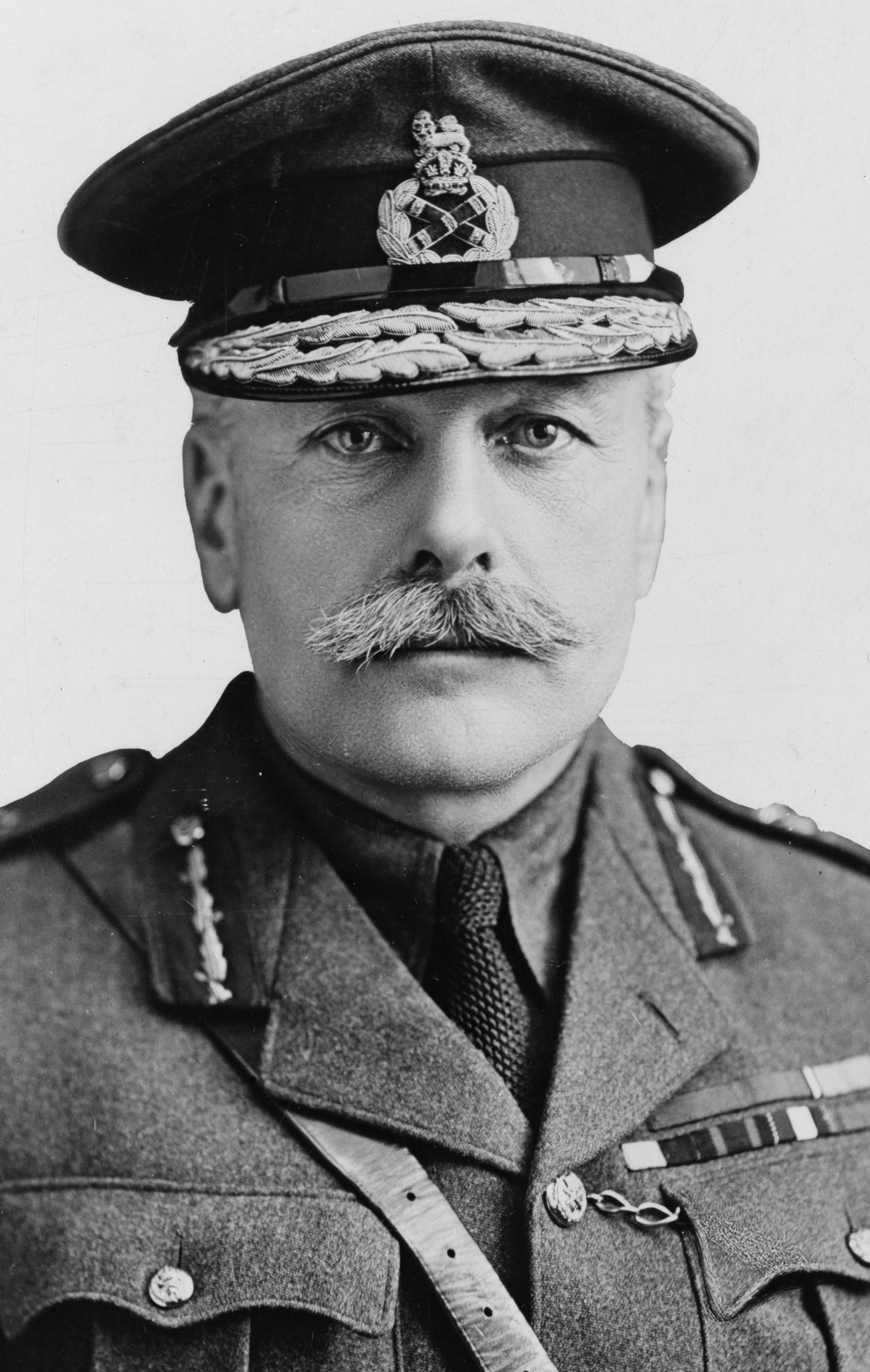
Dougls Haig, I conte Haig

Il titolo venne creato nel 1919 per il feldmaresciallo Sir Douglas Haig. Durante la prima guerra mondiale, questi prestò servizio come comandante del corpo spedizionario britannico sul Fronte occidentale in Francia ed in Belgio (1915–18). Haig venne creato Visconte Dawick e Barone Haig, di Bemersyde nella contea di Berwick, contemporaneamente all'ottenimento della contea, sempre nella parìa del Regno Unito. I titoli sono oggi detenuti dal nipote del I conte, il III conte, che è succeduto al padre nel 2009.
La sede della famiglia è Bemersyde House, presso Newtown St. Boswells, nel Roxburghshire.
Il motto della famiglia è "Tyde what may", riferito al poema del XIII secolo di Thomas the Rhymer che predisse che vi sarebbe sempre stato un Haig a Bemersyde:

## Conti Haig (1919)
- Douglas Haig, I conte Haig (1861–1928)
- George Alexander Eugene Douglas Haig, II conte Haig (1918–2009)
- Alexander Douglas Derrick Haig, III conte Haig (n. 1961)

Attualmente non vi è alcun erede apparente alla contea, alla vicecontea o alla baronia.